# Twilight (utwór U2)
"Twilight" to piosenka rockowej grupy U2, pochodząca z jej debiutanckiego albumu, Boy. Zajmuje ona drugie miejsce na tej właśnie płycie.
Utwór w oryginale znalazł się na wydaniu singla "Another Day", jednak później został umieszczony na pierwszym albumie zespołu. "Twilight" nigdy nie znalazł się na stałe na liście utworów koncertowych grupy. Był wykonywany podczas poszczególnych występów w trakcie tras: Boy, October oraz WarTour, a także kilku pierwszych koncertów zespołu w Australii i Nowej Zelandii w 1984 roku, jednak od tamtego czasu U2 nigdy nie zagrało piosenki na żywo. Jej ostatnie wykonanie miało miejsce 24 września 1984 roku w Perth, Australii.